# Mario Van Peebles

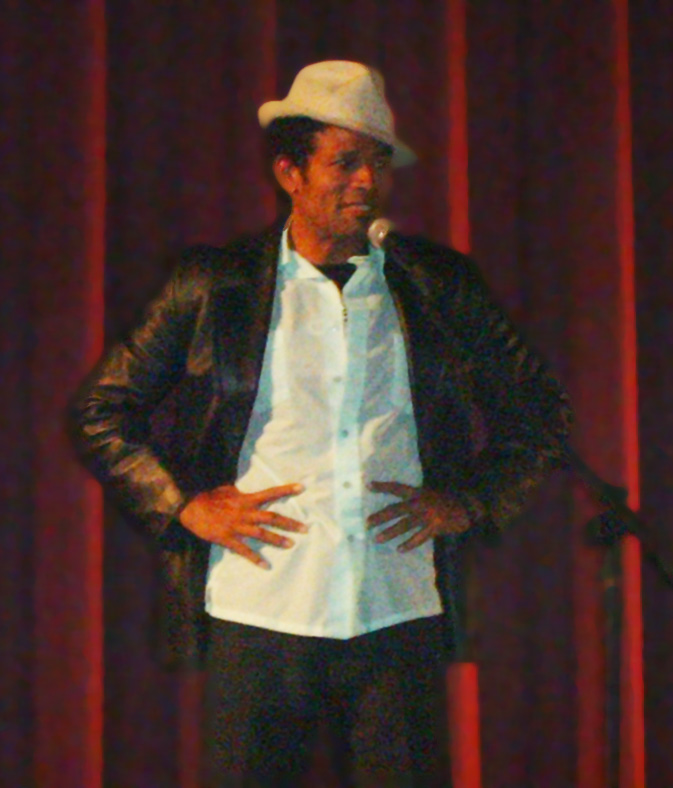
Van Peebles en 2005, promocionando su película Badasss! en el cine Ritzy (Brixton).

Mario Van Peebles (Ciudad de México, 15 de enero de 1957) es un actor y director estadounidense nacido en México que ha aparecido en numerosos filmes. Es hijo del escritor, director y actor Melvin Van Peebles y de la actriz alemana Maria Marx.
Su biografía Baadasssss! (2004) describe la filmación de la película principal de su padre: Sweet Sweetback's Baadasssss Song.
Se graduó en la universidad Saint Thomas More School (en Connecticut) en 1974 y en la Universidad de Columbia en 1978 con una licenciatura en Economía.

## Filmografía parcial

### Actor (cine)
- Sweet Sweetback's Baadasssss Song (1971)
- Exterminator 2 (1984)
- South Bronx Heroes (1985)
- Rappin' (1985)
- Heartbreak Ridge (1986)
- El sargento de hierro (1986)
- Jaws: The Revenge (1987)
- Identity Crisis (1989)
- New Jack City (1991)
- Full Eclipse (1992)
- Posse (1993)
- Highlander III: The Sorcerer (1994)
- Gunmen (1994)
- Panther (película) (1995)
- Solo (1996)
- Stag (película) (1997)
- Gang in Blue (1997)
- Los Locos (1997)
- Mama Flora's Family (1998)
- Love Kills (1998)
- Judgment Day (1999)
- Raw Nerve (1999)
- Ali (2001)
- The Hebrew Hammer (2003)
- BAADASSSSS! (2003)
- Carlito's Way: Rise to Power (2005)
- Killers In The House
- Hard Luck (2006)
- Buques De Guerra Americanos (2012)
- Armed (2018)
- Outlaw Posse (2023)[1]

### Actor (TV)
- One Life to Live (1982–1983)
- The Cosby Show (1985)
- Sonny Spoon (1988)
- Rude Awakening (2000–2001)
- 44 Minutes (2004)
- L.A Riots 29/04/1992 (2004)
- All My Children (2008-)
- Damages (2009)

### Director
- New Jack City (1991)
- Posse (1993)
- Panther (1995)
- BAADASSSSS! (2003)
- Hard Luck (2006)
- Sons of Anarchy (2008) 1.ª temporada, episodio 10: "Better Half"
- Law and Order (2008) "Sweetie"
- Damages (2008)
- Van Peebles también dirigió Malcolm Takes a Shot, un especial de vacaciones de la CBS acerca de un aspirante a baloncestista cuyos obstáculos incluyen la epilepsia y una actitud contraria al trabajo en equipo. Van Peebles aparece en un rápido cameo, como el médico de Malcolm.
- Lost (2009)
- Boss (2011) 1.ª temporada, episodio 03. Serie protagonizada, y producida, por Kelsey Gramer sobre un alcalde de Chicago con problemas mentales
- The Last Ship (2015) 2.ª temporada, episodio 10. Serie protagonizada por Eric Dane, sobre un virus mortal. Basada en el libro homónimo de William Brinkley publicado en 1988.
- USS Indianapolis: Men of Courage (2016)
- Armed (2018)
- Outlaw Posse (2023)